# Lachnaea naviculifolia
Lachnaea naviculifolia är en tibastväxtart som beskrevs av Robert Harold Compton. Lachnaea naviculifolia ingår i släktet Lachnaea och familjen tibastväxter. Inga underarter finns listade i Catalogue of Life.